# Estación Jaral
Estación Jaral es una localidad del estado mexicano de Guanajuato. Es parte del municipio de San Felipe.

## Demografía
| Gráfica de evolución demográfica |
|                                  |

| Censo | Población |
| ----- | --------- |
| 1940  | 130       |
| 1950  | 123       |
| 1960  | 169       |
| 1970  | 358       |
| 1980  | 422       |
| 1990  | 573       |
| 2000  | 754       |
| 2010  | 933       |
| 2020  | 1 047     |